# فرودگاه دکتر جوآن سی آنگرا
فرودگاه دکتر جوآن سی آنگرا (به انگلیسی: Dr. Juan C. Angara Airport) (به زبان بومی: Paliparang Dr. Juan C. Angara) یک فرودگاه همگانی با کد یاتا BQA است . این فرودگاه در شهر بالر (فیلیپین) کشور فیلیپین قرار دارد و در ارتفاع ۶ متری از سطح دریا واقع شده‌است.

## نگارخانه

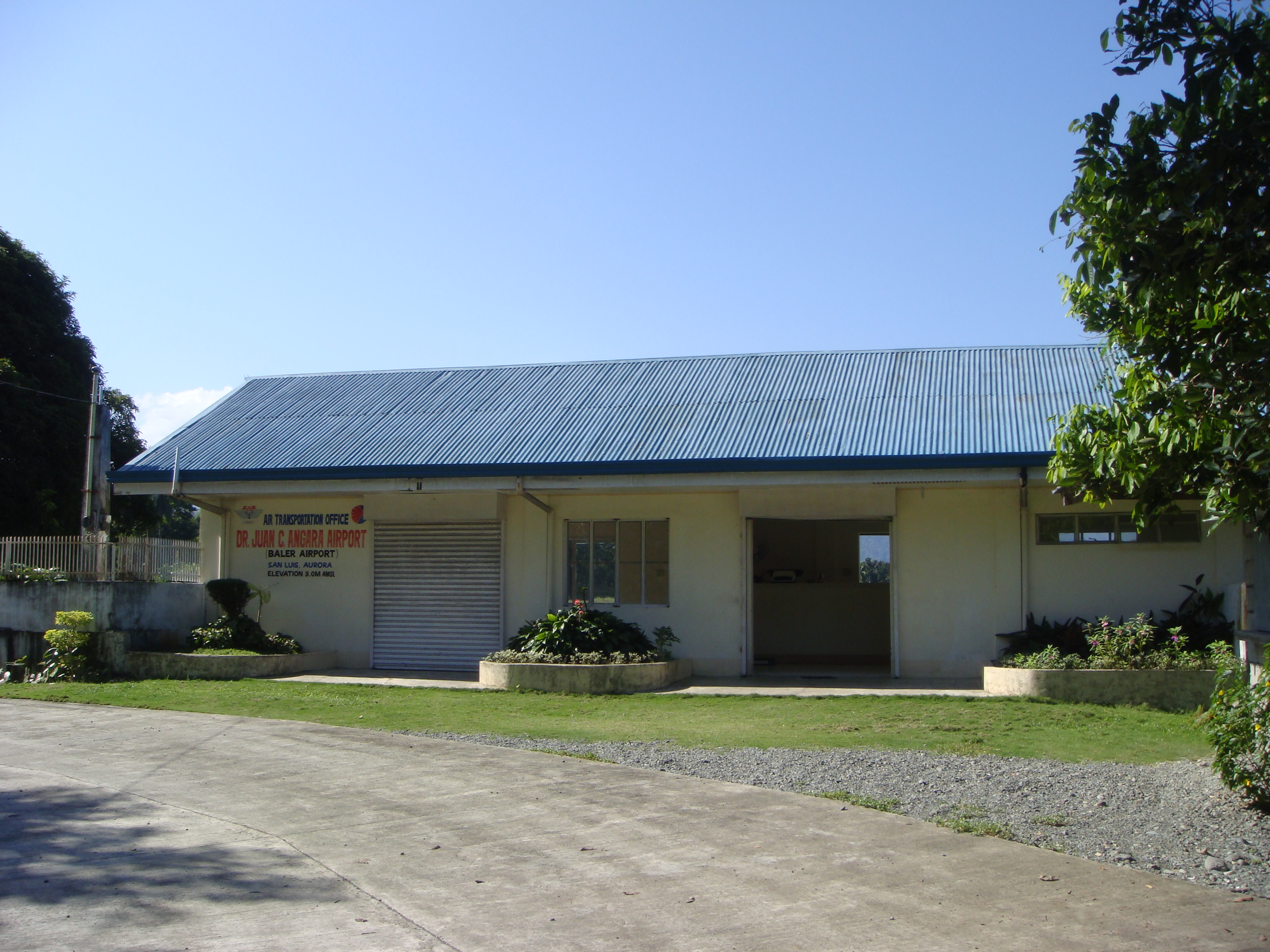
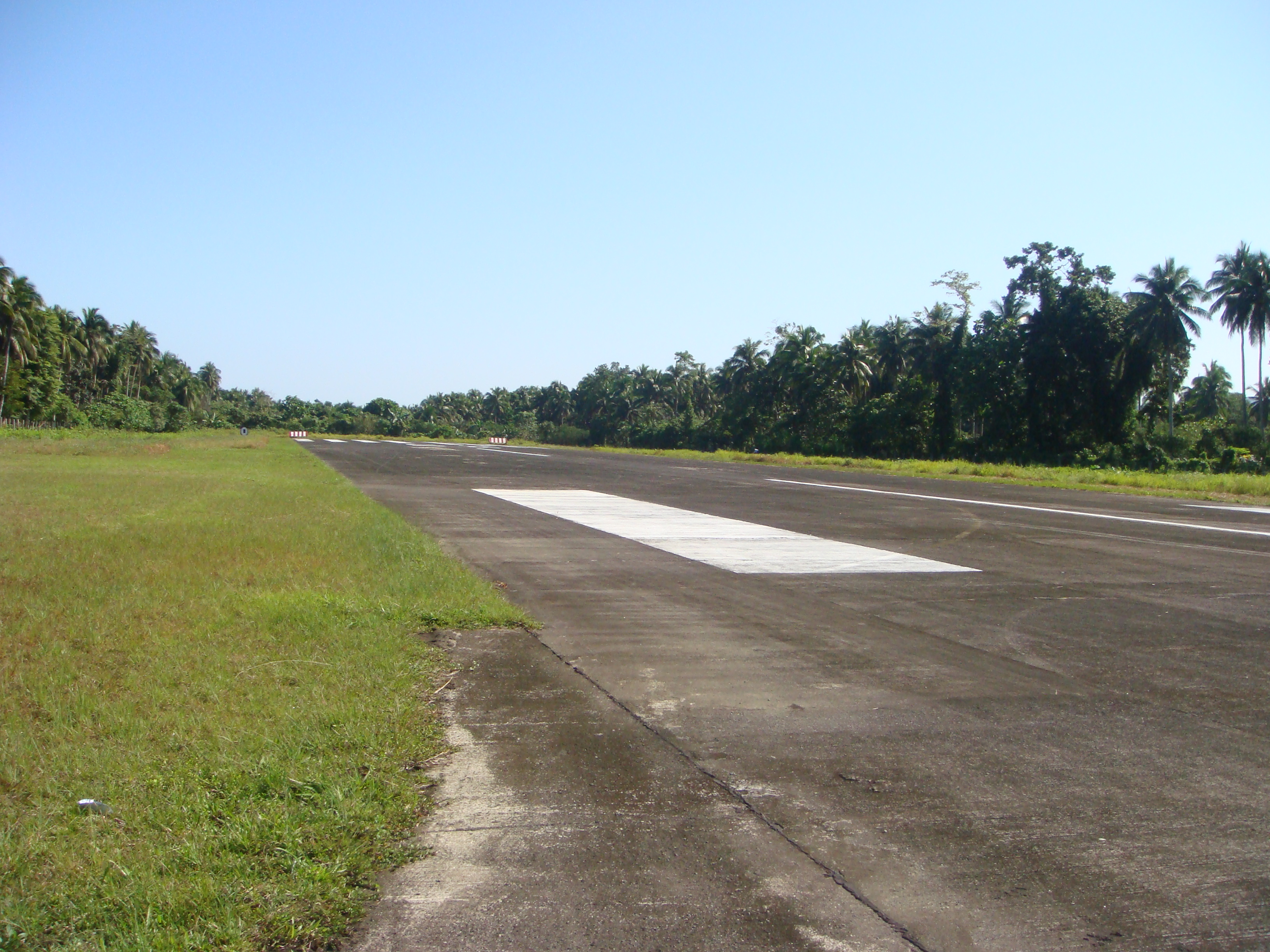
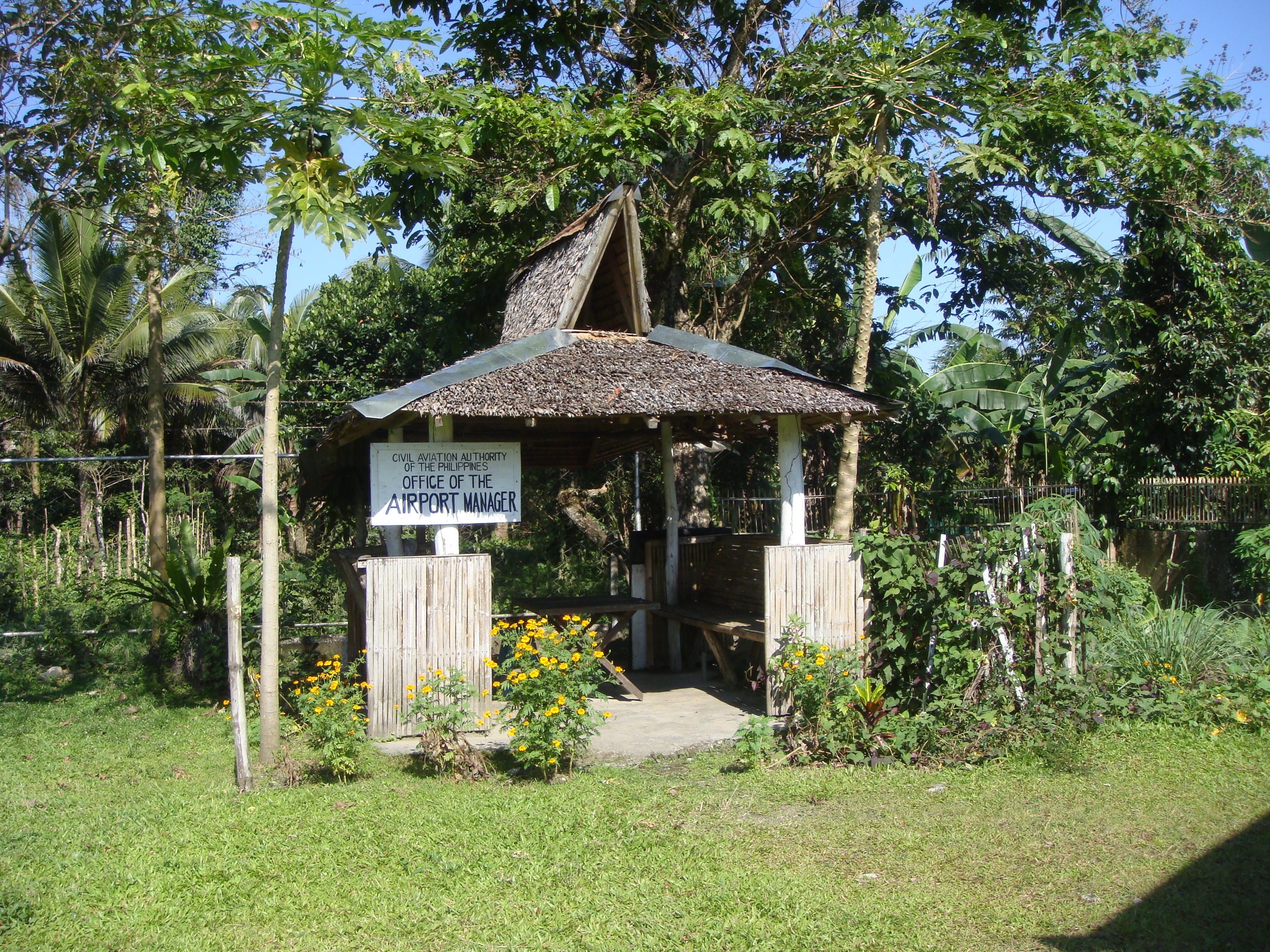
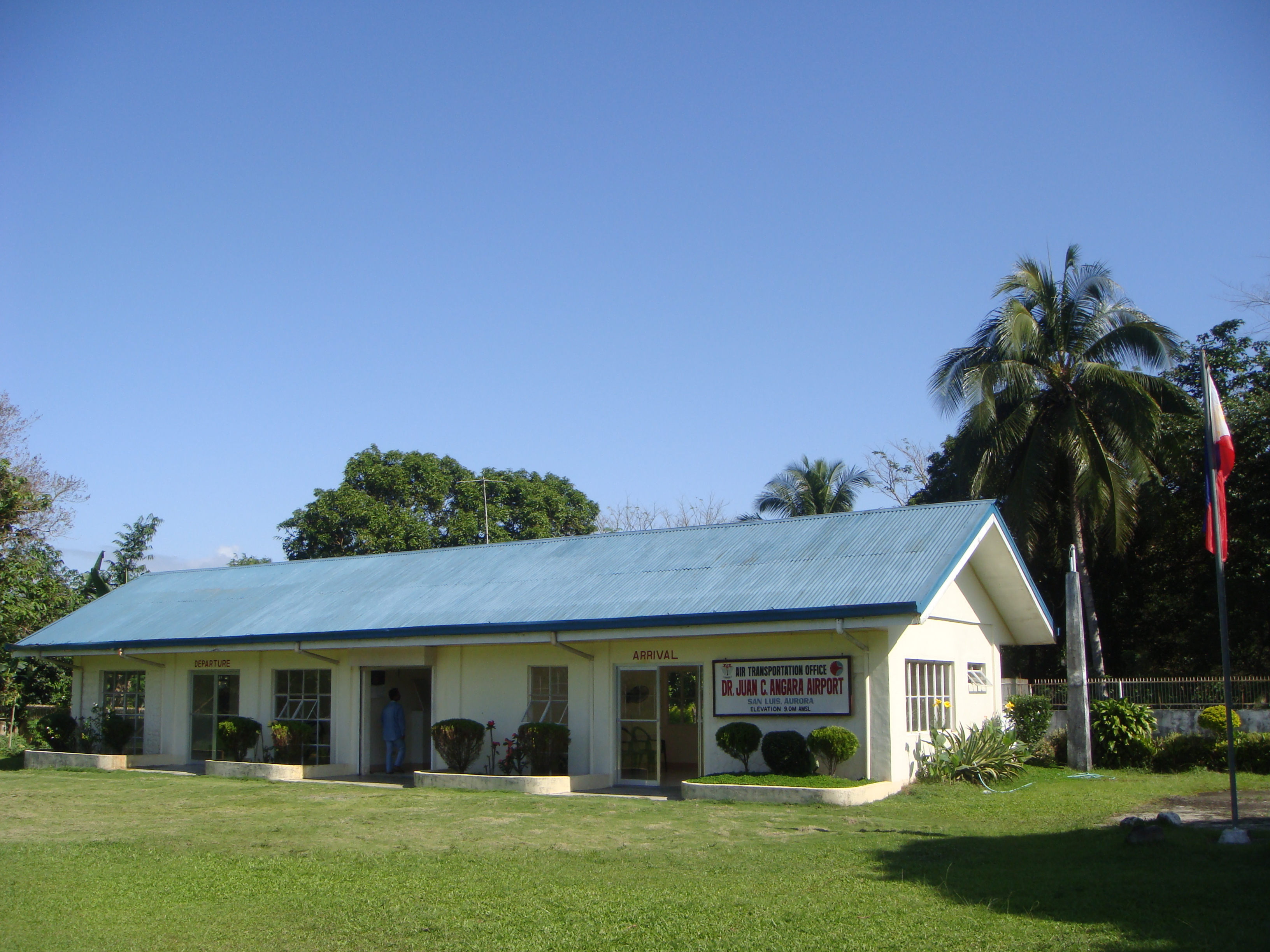
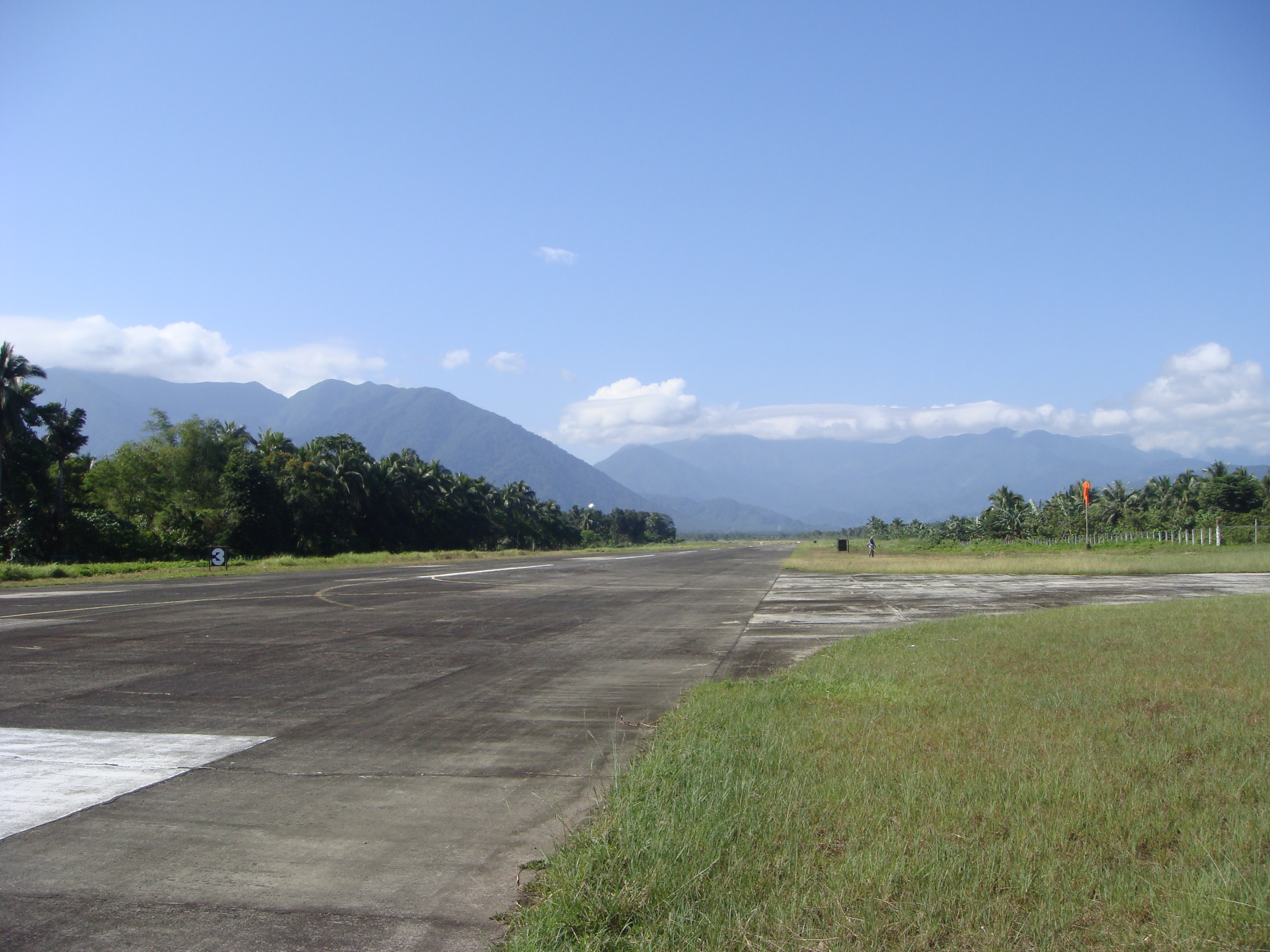